# Diète de Spire

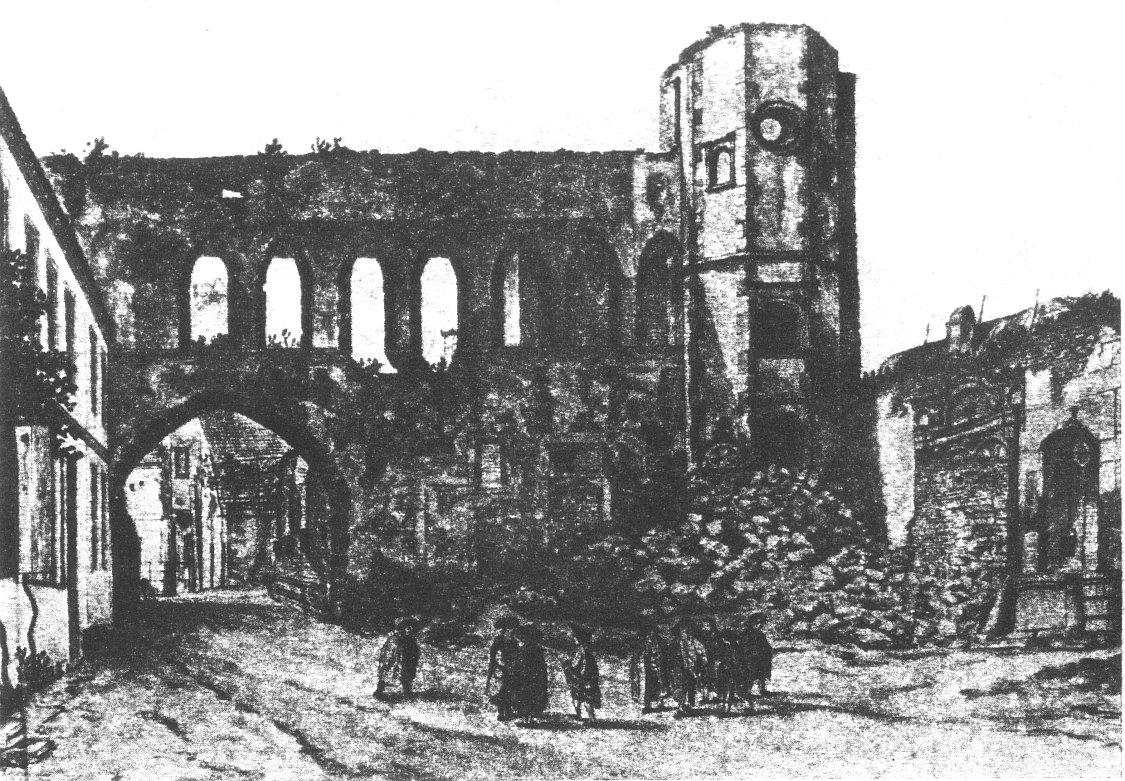
Ruines du Ratshof de Spire (aquarelle de Franz Stöber, 1789). C'est dans cet édifice en pierre que se tinrent plusieurs diètes historiques ; à droite la porte des audiences auprès du Reichskammergericht.

La diète de Spire se compose de chacune des réunions des diètes (Reichstag) qui se sont tenues dans la ville de Spire en Allemagne, entre 838 et 1570. Les diètes de 1526 et 1529, en particulier, portent sur les questions religieuses occasionnées par l'émergence du Protestantisme.

## La diète de1526
Suite de la diète de Worms en 1521, cette réunion établit une ligne générale au Saint-Empire romain germanique (Heiliges Römisches Reich Deutscher Nation) vis-à-vis des divers mouvements réformés nés du mouvement de Réforme de l'Église catholique institué par Martin Luther et d'autres réformateurs tels qu'Ulrich Zwingli et Thomas Müntzer.
En l'absence de Charles Quint, les grands princes de l'Empire (Reichsstände) essaient de trouver un compromis relatif aux problèmes religieux et sociaux qui depuis la Réforme secouent les États de l'Empire. 
La question des indulgences, du mariage des prêtres et de la possibilité pour des non ordonnés de célébrer en partie le culte (laïcs) sont les trois thèmes religieux développés au cours de cette diète. 
Une réponse est apportée par l'empereur Charles Quint qui par la voix de son frère, le prince de sang (Erzherzog en allemand) Ferdinand Ier décide que :
– la question religieuse doit avant tout être affaire des princes dans leurs Etats respectifs ;
– un état d'urgence doit être proclamé pour pouvoir mettre un terme aux révoltes paysannes ;
– les princes doivent mettre en œuvre des mesures pour améliorer les conditions des populations qui se sont révoltées.
Et Charles Quint d'écrire : « Also zu leben, zu regieren und zu halten, wie ein jeder solches gegen Gott und Ihrer Majestät hofft und getraut zu verantworten »
C'est-à-dire : « Donc, de vivre, de gouverner et d'observer comme chacun espère et ose en répondre devant Dieu et Sa Majesté »
L'historiographie considère que la Diète de Spire de 1526 constitue une ouverture non voulue par l'empereur Charles Quint dans la voie du libre choix des princes d'appliquer la religion de leur choix à leur territoire.

## La diète de1529
Le problème des révoltes paysannes ainsi que des ralliements massifs de princes à la Causa Lutheri pose dès la fin de la diète de 1526 la question de la loyauté à l'empereur Charles Quint. Lui-même en Espagne à cette époque, laisse la gestion des problèmes internes au Saint-Empire romain germanique à son frère le prince de sang Ferdinand Ier.
La convocation de cette diète au printemps 1529 a pour but, encore une fois, de réduire la question de la Réforme. Les principaux points développés par Charles Quint et son frère Ferdinand Ier sont les suivants :
- essai de condamner et de limiter la propagation des idées réformistes luthériennes ;
- réinstauration du culte catholique et de la messe en latin ;
- suspension totale du compromis de la diète de 1526 et renforcement de l'édit de Worms (1521) (voir Diète de Worms).

À l'évidence ces thèmes seront mal reçus par les princes ayant embrassé la nouvelle foi. Le 19 avril 1529 cinq princes (Jean de Saxe, Philippe de Hesse, Georges de Brandebourg-Ansbach, Wolfgang d'Anhalt-Köthen, Ernest de Brunswick-Lunebourg) ainsi que 14 villes de l'empire (Strasbourg, Ulm, Nuremberg, Constance etc) déposent un acte de protestation devant l'empereur. L'élection de l'empereur par ces mêmes princes oblige ce dernier à reconnaître formellement la nouvelle confession.
Cet épisode est considéré comme un tournant dans l'histoire du Saint-Empire romain.

## La diète de1570
La Diète décide d'autoriser l'imprimerie uniquement dans les villes libres d'Empire, résidences princières et villes universitaires. Il est également décidé de restituer une partie des territoires confisquées à l'électeur Jean-Frédéric II de Saxe à ses enfants Jean-Casimir qui reçoit Cobourg et Jean-Ernest qui obtient la région d'Eisenach. La diète convient enfin par le « Traité de Spire » que le roi Jean-Sigismond Zápolya abdique son titre de roi de Hongrie en faveur de l'empereur Maximilien II du Saint-Empire et devient ainsi prince de Transylvanie.

### Principales diètes d'Empire durant le processus de la Réforme protestante
- Diète de Worms (1521): procès de Luther
- Diète  de Ratisbonne (1532) , Constitutio criminalis Carolina (Loi pénale fondamentale en vigueur dans certains États de l'Empire jusqu'au XIXe siècle, antérieure aux placards concernant spécifiquement les incriminations pénales concernant l'expression de la liberté religieuse et les pratiques religieuse et intellectuelle)
- Diète de Nuremberg (1542)
- Diète de Nuremberg (1543)
- Diète d'Empire à Augsbourg (1548, 1550, 1555): Intérim d'Augsbourg.
- Diète de Ratisbonne (1557, 1576)
- Diète de Worms (1578)
- Diète d'Augsbourg (1582)
- Diète de Ratisbonne (1594, 1597-98, 1603, 1608, 1613) création de l'Union protestante ...
- Paix d'Augsbourg